# Панчарево
Вижте пояснителната страница за други значения на Панчарево.
Панчарѐво, (погрешно изписвано като Панчерево), е квартал в югоизточната част на София, Западна България, област София, административен център на район „Панчарево“ на Столичната община. Кварталът  е населяван официално от около 3200 жители, а неофициално от над 5000 жители.
Има статут на балнеолечебен курорт от местно значение, утвърден от Министерството на народното здраве през 1963 г.

## География
Село Панчарево е разположено на 15 km югоизточно от центъра на София, между Витоша и Лозенска планина, в края на Панчаревският пролом на река Искър. Намира се в близост до Околовръстния път на столицата, кв. Горубляне и Бистрица. Непосредствено под селото Бистришката река, която се спуска стръмно от най-високите части на Витоша, се влива в Панчаревското езеро.
Панчаревското землище се застроява предимно със съвременни крайградски къщи за целогодишно обитаване, както и с комплекси от затворен вид. Обхваща и част от новоизграждащия се жилищен район около парк-комплекс „Камбаните“ в подножието на Витоша, където е изградена базата на Англо-американското училище. Една от най-живописните части от землището е меандърът Урвич, обявен за природна забележителност, разположен в пресечната точка на планините Лозенска, Плана и Витоша, където при Дяволския мост Железнишка река (Ведена) се влива в Искър. На това място се намира Урвичкият крепостно-манастирски комплекс, част от Софийската Света гора. Панчарево има удобни комуникации към Бизнес парк София в столичния ж.к. „Младост“, „Цариградско шосе“, Летище София, гр. Самоков и курорта Боровец.
В района се намира най-старата ВЕЦ в България и на Балканския полуостров – ВЕЦ „Панчарево“, както и пречиствателната станция за питейна вода „Панчарево“ с капацитет за пречистване на 4,5 m3/s води от яз. Искър.

## История
Красивата природа, здравословният климат, наличието на водни площи и минералните извори са главните фактори за заселването на панчаревското землище още в древността. Село Панчарево, както и съседното Кокаляне са толкова древни, колкото е древно заселването на плодородната Софийска котловина. От решаващо значение за ранното заселване в региона са били термалните извори, край които са открити материални следи от времето на древните траки и римляни. Немалка роля е изиграло кръстопътното местоположение, както и развитието на древното рударство. Знае се, че още в далечното минало от всички витошки реки се е промивало речно (самородно) злато. Речно злато се е промивало и от големия наносен конус на река Искър, пръснат след изхода от Панчаревския пролом между подножията на Витоша и Лозенска планина, и далеч на север.
И както споменава Вазов в свой пътепис за Софийската долина:
| „ | Ето, от изток Панчарево със старата си римска баня, сгушено в един прелестен кът, там, дето Искър, като излазя из пролома си, пълни с шум околността. Срещу него, през реката, върху един канарист рът стърчи средновековният Урвич, прославен от преданието за последните борби с турците на издихающата българска независимост. | “ |

Лечебните минерални извори в района на днешно Панчарево, които според една от хипотезите са дали името на селото били известни още на траките, които основали в близост до тях селище с името „Риляник“, в превод „изобилен извор“. През Римската епоха били наричани „Бани Чезаре“ (Цезарови) и били поддържани в добро състояние от аристокрацията и местното население, а в района им се предполага, че се е оформило богато императорско имение с лозови насаждения. Били използвани за ритуално място и лечение на римските легионери. Славяните и прабългарите наричали баните „Бани Цареви“, а турците – „Банджареви“, и около тях се разполагал прочутият Кинан-пашов чифлик, който заемал една голяма територия, между Симеоново, Горубляне, река Искър и Бистришкото землище. 
В Панчарево и околностите му са останали и значителни следи от времето на Римската империя. Тогава е била построена минералната баня, която имала седем басейна. Има основание да се предполага, че както при изворите в центъра на София, така и в Панчарево се е упражнявал култ към бога-лекар Асклепий и към нимфите, тъй като и на двете места са намерени отломъци от барелефите на трите нимфи. Над банята, в местността „Градище“, са намерени останки от римски постройки и от охранителна крепост, предназначени да пазят от варварски нападения подстъпите към Сердика и Искърския пролом, в посока Самоков, но никакви по-задълбочени археологически проучвания не са правени в района.
Голяма част от днешните жители на Панчарево дошли от старото село, с историческото име Главиша, което се намирало на срещуположния бряг на река Искър, в местността, която и до днес се нарича „Главешо-Каваците“. Това село е съществувало по време на Втората българска държава и за известен период след нашествието на турците по тези земи. Във връзка с произхода на името му се предполага, че по времето на цар Иван Асен V, известен в района като Iасен (Ясен), местните жители се ползвали с известни привилегии от царската власт, в замяна на което се задължили (старобълг. главили) да оказват определена подкрепа при поддръжката, охраната и снабдяването с провизии на крепостта „Урвич“ и подстъпите към нея, до която селото било с най-лесен достъп. След превземането на крепостта старото село Главиша, или както било известно още Царевото село, останало встрани от единствения голям по онова време път – от София, през Горни Лозен и Пасарел, за Самоков – и често ставало обект на нападения и грабежи. Това принудило оцелелите да започнат да живеят по повелята на господарите и постепенно да напускат селото, като част от тях се заселили около устието и по бреговете на река Бистрица, където имало воденици, видня и самоков, притежавани от турци и татари, а наблизо се намирал турският чифлик. Преместването на новото място в периода 14-16 век било продиктувано от възможността за намиране на работа и по-голямата сигурност, тъй като района на днешно Панчарево бил по-добре охраняван от турските власти. Старото село продължило да съществува и се населявало поне до 1683/1684 г., след което в средата на 19 век било унищожено напълно и на това място се заселили черкези. С това било поставено началото на днешното село с името Паничаръ или Панчар, както било записвано в поменниците за дарения на Кокалянския манастир, име, което се обяснява най-вероятно с „паничкообразната“ форма на релефното му местоположение (от старобълг. паница, паны и тур. çare – курорт). На новото място селяните работили ангария както на водениците, виднята и самокова по реката, така и на чифлика до банята, където намирали по-добри условия за земеделие. Местността била известна и с многото грънчари. До Освобождението селото било малко, като достига едва 150 – 200 жители през 1878 г.
Заради строежа на юзината за столичното електрическо осветление в Панчарево дошли италиански строители, които след завършването и останали да живеят завинаги на това място, а по-късно селото приело и бежанци от Македония, главно от Прилепско и Костурско. От тях по-късно местните жители са се учили на каменоделство и други строителни дейности. През 1900 година до самата баня е построен двуетажен, доста приветлив хотел с ресторант на долния етаж и хубава градина отпред, а някои образовани и влиятелни за времето си хора построяват вили в Панчарево, с което селото започнало да се разраства бързо, в посока на минералните извори, а постепенно и по хълмовете, които обграждат курорта. Местността „Бахчата“, най-старата вилна зона, станала център на курортната част. Летовниците вече намирали удобни жилища за престой и техният брой се увеличавал. В една от малките вили около банята дълго време е живял Янко Сакъзов, който обичал Панчарево и уединените разходки в околността.
На 25 март 1905 г. в София се учредява дружеството „Здравец“, свързано с идеите и делото на проф. Иван Шишманов, според когото грижите за здравето на децата са отговорност на цялото общество. Целта на организацията е да урежда летни ученически колонии за възможно най-широк кръг от деца (ученици, бедни, средно заможни и даже богати). През 1908 г. за нуждите на колонията се избира частна къща в с. Панчарево, заради добрия и здравословен климат и наличието на топли и студени води. До войните се закупува и подходящо място в Панчарево, заемащо площ от 14 дка, което е застроено със спални помещения, трапезария и кухня. При откриването ѝ присъстват 24 жени, сред които са първата лекарка в България, д-р Нина Берова-Ораховац и съпругът ѝ Петър Ораховац, който по онова време е директор на Гражданската санитарна дирекция. Приемат се предимно бедни и физически слаби деца на работници, занаятчии, чиновници, хора без дом или от многодетни семейства. Променените условия след войните и общото влошаване на здравословното състояние на подрастващите дават тласък в развитието на летните детски колонии и в национален мащаб. Дружество „Здравец“ запазва водещата си роля и като организация на колонията, и като материална база. През 20 – 30 години на 20 век там летуват около 200 – 220 деца на сезон, във възрастите между 7 и 18 г. Настоятелството предприема и битови подобрения в летния лагер, наемайки лекарка, която се грижи за почиващите. Стремежът е колонията да се превърне в целогодишна, като се преправят сградите и се оборудват няколко класни стаи и болнично отделение. За кратко време ценностите на дружеството се възприемат от местното население и създават много положителни навици в хигиенно отношение у младото поколение в селото.
В периода 1900 – 1912 г. се строи шосето София – Панчарево – Пасарел – Калково – Самоков – Чамкория. Новото за времето си шосе е строено по немски проект. По него генерал Георги Вазов създава първата автомобилна линия в България. Наричат го царско, защото е наченато по времето на цар Фердинанд и основната му цел е била да се пътува по-лесно от София до Боровец (тогава Чамкория). От Панчарево до Пасарел шосето следва неотклонно течението на р. Искър, пренаситено е с остри завои и отвесни скални навеси над тях. Използвал се е предимно от каруцари-кираджии, които превозвали чамов материал от Рила за София. Редовни автобусни превози се появили през 40-те години, когато вече се движели и немалък брой леки коли. След построяването на новия път през пролома са възникнали и няколко ханчета. Най-близо до Панчарево е Кокалянското ханче и много често ако някой тръгне с конските впрягове по-късно от София се налагало да отпочине или да пренощува в ханчето. С прокарването на Самоковското шосе по левия бряг на Искъра и след павирането му Панчарево взема друг вид. Това създало по-добри условия за живот на местните хора – било чрез работа, било чрез реализиране на продукцията си. Изникват съвременни вили. Кокетната и с оригинална архитектура община е служила за връзка между старото село и новопостроените вили. По-късно и в старото село били построени нови и хубави сгради, които надминавали по хубост тези около банята. Общината е била пред чешмата с големия вековен чинар Риляник, до който е имало каменен кръст. На това място са ставали религиозните церемонии и курбани.
По време на Втората световна война, след голямата бомбардировка на София на 10 януари 1944 година, в Панчарево е евакуиран Министерският съвет.
С указ от 1988 г. село Панчарево е определен за административен център на район „Панчарево“ на Столичната община, който включва 10 села. Според Общия устройствен план на Столичната община централната част на населеното място по протежение на Самоковско шосе и акваторията на езерото са обособени като зона за отдих, спорт и атракции, а прилежащите му 5 вилни зони – за висококатегорийно обитаване с нискоетажно застрояване в природна среда.

## Население
Численост на населението според преброяванията през годините:
| \| Година на преброяване \| Численост \| \| --------------------- \| --------- \| \| 1934 \| 838 \| \| 1946 \| 1020 \| \| 1956 \| 1847 \| \| 1965 \| 2071 \| \| 1975 \| 2188 \| \| 1985 \| 1790 \| \| 1992 \| 1687 \| \| 2001 \| 1961 \| \| 2011 \| 3433 \| \| 2021 \| 3127 \| |           |
| Година на преброяване | Численост |
| 1934 | 838       |
| 1946 | 1020      |
| 1956 | 1847      |
| 1965 | 2071      |
| 1975 | 2188      |
| 1985 | 1790      |
| 1992 | 1687      |
| 2001 | 1961      |
| 2011 | 3433      |
| 2021 | 3127      |

## Личности
- Коле Божков, сподвижник на Левски, съпровождал Апостола до Кокалянския манастир и Железница по революционни дела.
- Трайчо Стоилов Иванов, дългогодишен кмет, общественик и председател на читалище „Виделина“. Събира и публикува материали за историята на Панчарево, представени в книгата „Панчарево – минало и настояще“. По време на кметуването му е открита новата училищна сграда през 1947 г., както и Панчаревската минерална баня.
- Петър Панчев, основател на първото светско училище в селото през 1879 година, в собствения си дом.
- Стефан Панчев, инициатор и основател на читалището в Панчарево през 1908 година.
- Димитър Пенев, учител, родом от Пазарджик, възродител на читалищната дейност след Първата световна война.
- Александър Сметанин, украинец по произход, участъков лекар на общината през 1930-те години, допринесъл най-много за подобряване на здравеопазването в района, както и за популяризирането на Панчарево като курортно селище. Наред с редовните публикации на Панчаревското балнеоложко дружество, които излизали по онова време, доктор Сметанин се грижил изключително много за повишаване на общото хигиенно ниво на домакинствата в селото.

## Забележителности
- Зона за отдих „Панчарево“

- Урвички крепостно-манастирски комплекс

- Читалище „Виделина“, Панчарево
- ВЕЦ Панчарево (Старата юзина)
- Черква „Свети Димитър Солунски“ от 1882 г.
- Войнишки паметник (загинали от 1912 до 1945 г.)
- Вековен чинар в м. Риляник
- Старият мост над река Витошка Бистрица
- Панорамна туристическа пътека над Панчаревското езеро в Лозенска планина
- Обиколна пътека на хребета Средобърдие в историческата местност Урвич

## Спорт
Национална гребна база „Средец“ е специализирана за провеждане на тренировки и състезания в гребните дисциплини. Изградена през 1968 година, базата е най-старото съоръжение в България за развитие на тези дисциплини. През 1977 г. на езерото се провежда Световното първенство по кану-каяк, а през 1981 г. – Световното първенство за младежи във водните спортове, което е голяма гордост за селото. На брега на езерото функционира още и гребната база на Спортен клуб „Академик“.
Аматьорският футболен клуб на Панчарево се казва „Урвич“, играе в ОФГ „София-юг“. Гребният клуб на селото се казва „Искър – Панчарево“, регистриран в Българската федерация по кану-каяк през 2007 г.
В района е разположена Спортната тренировъчна база „Панчарево“ и голям стрелбищен комплекс.

## Отдих и туризъм
Околностите на Панчарево са свързани с началото на организирания туризъм в България. Още в далечната 1889 година Алеко Константинов с група негови приятели предприемат необичаен за времето си поход през с. Герман и Германския манастир, през Панчарево и Урвич, през Кокалянския манастир и хилядолетния Кръстат дъб, през село Железница, чак до Черни връх, с цел да опознаят тези места в близост до София и да им се полюбуват. Удивен от красотите на Урвич и района, Алеко е обвзет от спонтанното желание да покаже това място на всички свои приятели, алпийски туристи и възможно най-широк кръг от хора. Това го кара да учреди година по-късно първия туристически клуб в свободна България „Урвич клуб“. Импровизира и Урвишки марш. В състава на клуба са влизали и чужденци, живеещи в София. Клубът е просъществувал седем години и всяка година на 11 май подновявал силите си, като обединявал любителите на българската природа и всички ентусиасти, участвали в масовото изкачване на Черни връх на 27 август 1895 година.

### Минерална вода
Богатство за квартала са двата геотермални извора, единият (каптиран) на дъното на езерото в поречието на река Искър, а другият – в чешма до сградата на Панчаревската баня. Минералната вода е гореща (48 °С), с дебит 12 l/s, слабо минерализирана (0,495 g/l), хидрокарбонатнокалциева и магнезиева, съдържа радон, метасилициева киселина и въглероден диоксид. Може да се ползва външно в басейн или вана за лечение на опорно-двигателната система – възпалителни, дегенеративни състояния, след оперативни интервенции. Пие се при бъбречни, стомашно-чревни, чернодробно-жлъчни заболявания, диабет, подагра. Тя е една от малкото води в България, подходяща за пиене от бебета и малки деца, поради ниското си съдържание на натрий.
Индикациите на курорта включват следните заболявания: на опорно-двигателния апарат, на периферната нервна система, гинекологични, бъбречно-урологични и стомашно-чревни.
В бъдеще има възможност за развитие на балнеоложки, еко- и културнопознавателен туризъм в района чрез по-пълноценно използване даденостите на минералната вода, Панчаревското езеро и околните исторически места – манастири, черкви, крепостта Урвич, както и за разработване на леснодостъпни туристически маршрути, между тях.

## Редовни събития
- В селото се честват редовно някои обичаи като лазаруване и бабинден
- 9 май – празник на манастира „Св. Никола – Летни“ в местността Урвич
- Димитровден – храмов празник на панчаревската черква „Св. Димитър Солунски“
- Ежегоден пролетен концерт пред читалище „Виделина“ с официално име – Фолклорен фестивал „С песен и танц в Панчарево“
- Планински маратон „Панчарево“, съвместно със Спортен клуб „Бегач“ и район „Панчарево“ Столична община

## Галерия
- Изглед към Панчарево
- Нова детска площадка
- Старият център
- Бул. Самоковско шосе
- 83 ОУ „Елин Пелин“
- Старият мост над река Бистрица
- Черквата Св. Димитър

## Други
- Селото се обслужва от 3 автобусни линии: № 1, № 3, № 4.
- Любопитно е, че в квартала е сниман хитовият сериал "Столичани в повече". В процеса на снимките са заснети множество от символите на Панчарево-общината, езерото и кея.